# Vụ hỏa hoạn hộp đêm Colectiv
Vụ cháy hộp đêm Colectiv là một vụ hỏa hoạn gây chết người ở Bucharest, Romania, vào ngày 30 tháng 10 năm 2015, đã giết chết 41 người và làm bị thương 172 người.. Vụ hỏa hoạn này là sự cố như tồi tệ nhất trong Romania ở vòng 20 năm, xảy ra trong một buổi hòa nhạc miễn phí được thực hiện bởi ban nhạc metalcore Goodbye to Gravity để kỷ niệm việc phát hành album mới của họ, Mantras of War. Buổi biểu diễn kèm bắn pháo hoa của ban nhạc, có sử dụng nến pháo sáng đã khơi mào dễ cháy bọt acoustic polyurethane của câu lạc bộ, và ngọn lửa nhanh chóng lan rộng.. Hầu hết các nạn nhân đã bị nhiễm độc bởi chất độc thoát ra từ bọt đốt. Do có số lượng nạn nhân đông đảo, chính quyền Rumani chuyển một số người bị thương nghiêm trọng cho các bệnh viện ở Israel, Hà Lan, Bỉ và Áo. Các cuộc biểu tình về các trường hợp tử vong dẫn đến sự từ chức của Thủ tướng Victor Ponta và chính phủ của ông. 

| Quốc tịch   | Số người chết | Số người bị thương |
| ----------- | ------------- | ------------------ |
| România     | 40            | 167                |
| Ý           | 1             |                    |
| Tây Ban Nha |               | 1                  |
| Thổ Nhĩ Kỳ  | 1             | 1                  |
| Đức         |               | 1                  |
| Hà Lan      |               | 1                  |
| Tổng        | 42            | 172                |